# Pardosa laidlawi
Pardosa laidlawi är en spindelart som beskrevs av Simon 1901. Pardosa laidlawi ingår i släktet Pardosa och familjen vargspindlar. Inga underarter finns listade i Catalogue of Life.